# Lendemarke
Lendemarke er et bebygget område i Stege Sogn på Møn. Lendemarke ligger som en forstad vest for bykernen af Stege og er forbundet med denne ved Storebro over løbet mellem Stege Bugt og Stege Nor.
Lendemarke nævnes 1664 og blev udskiftet i 1802.
Mod Stege Bugt ligger den nu nedlagte Stege Sukkerfabrik, hvis bygninger i dag anvendes af forskellige virksomheder.
Lendemarke Skole er opført 1942-43 efter tegninger af arkitekt Gustav Nielsen.
Bryghuset Møn ligger i Lendemarke.